# Турбопатриоты
«Турбопатриоты» (также «ультрапатриоты» и «мегаватники») — сторонники радикально агрессивных пророссийских взглядов, в частности — сторонники полномасштабного открытого вторжения России в Украину, начавшегося в 2022 году.
Политические эксперты в России и США считают ультраправую оппозицию, возможно, «самым серьёзным вызовом» режиму Путина.

## Происхождение неологизма
Неологизм окончательно сформировался с началом полномасштабного открытого вторжения России в Украину, но возник он гораздо раньше. 

## Основные черты
«Турбопатриотами» являются отдельные представители этнических националистов, неонацистов, романтиков-империалистов, конъюнктурных военных блогеров и волонтёрских групп, которых объединили военный национализм, патриархальные ценности, антагонизация Западного мира и либерализма в целом, и желание непременной победы России в любых конфликтах. «Турбопатриоты» не формируют отдельную выраженную политическую группу, но представляют собой субкультуру, называемую «Z-субкультурой» или «Z-движением».

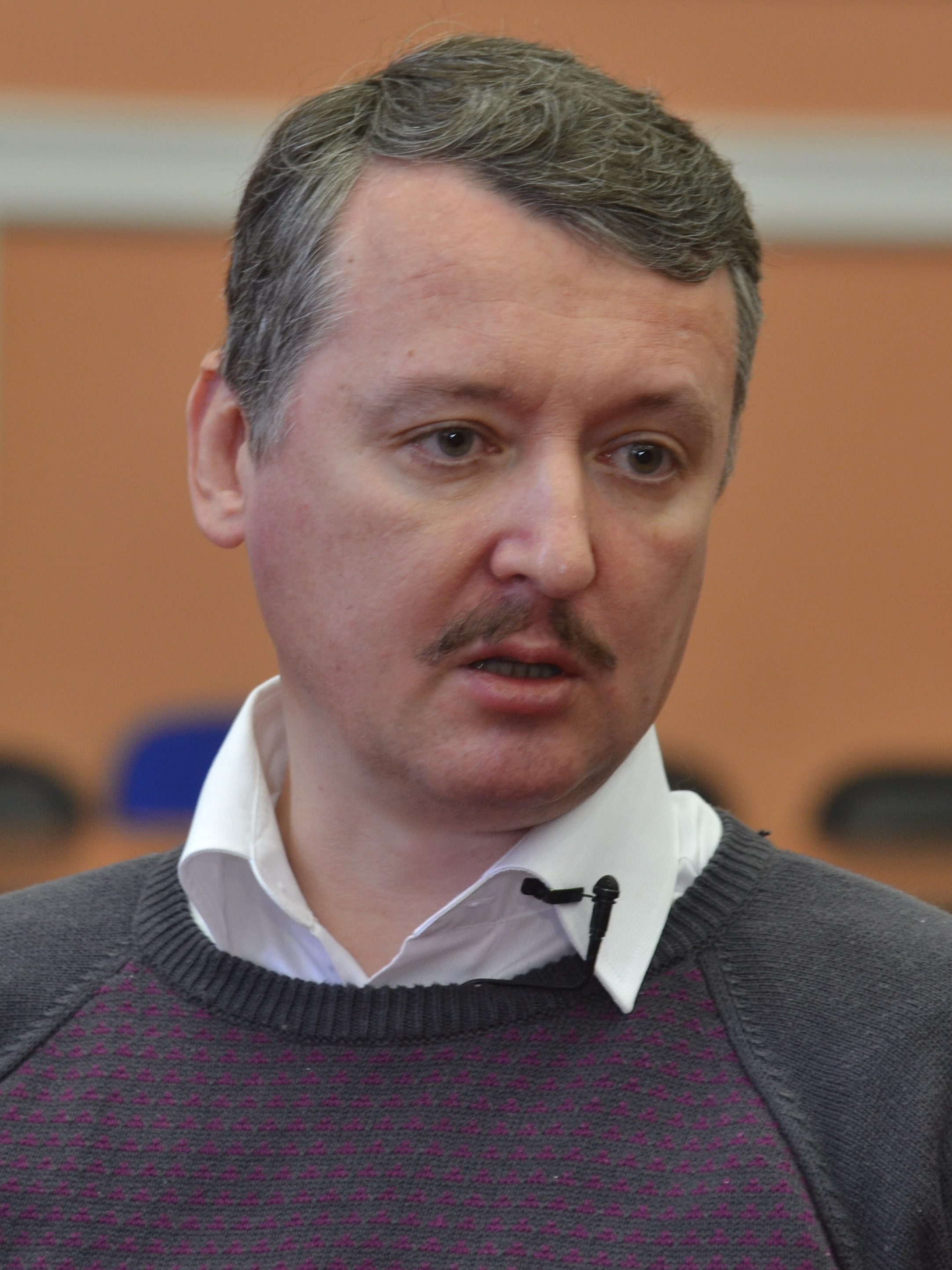
Бывший сотрудник ФСБ Игорь Гиркин — один из самых известных представителей «турбопатриотов»

Из-за крайней радикальности своих взглядов «турбопатриоты» резко критикуют военно-политическое руководство России в контексте ведения войны с Украиной, публично обвиняя его в некомпетентности и заявляя о недостаточной агрессивности военных действий и необходимости полной мобилизации населения страны, а также высказывают беспокойство по поводу возможной катастрофы на фронте и опасения относительно возможного компромисса в вопросах мира с Украиной и Западом. Военная политика России кажется «турбопатриотам» чрезмерно осторожной и терпимой, что не обязательно означает противостояние государству. При этом такие лица сомневаются в российских официальных заявлениях о том, что военные действия развиваются согласно задуманным планам.
В кругах «турбопатриотов» звучат призывы к введению строгих законов и продолжению войны до завершения победой, понимаемой как захват Киева и восстановление империи. Претензии «турбопатриотов» к режиму также распространяются на эффективность государства в целом, принципы взаимоотношений Москвы с региональными и международными партнёрами. Одной из острых тем для «турбопатриотов» стал привилегированный статус и курс Рамзана Кадырова и Чечни.
Одним из самых известных «турбопатриотов» является Игорь Гиркин. В отличие от пропагандистов, чья риторика преображается вместе с изменением курса Кремля, он всегда придерживался постоянной позиции в вопросах войны и мира. «Голос Америки» назвал примером «турбопатриотизма» призыв российского пропагандиста Антона Красовского жечь и топить украинских детей.
Хотя «турбопатриоты» представляют собой меньшинство в российском обществе, их влияние весьма существенно. Генеральный директор Всероссийского центра изучения общественного мнения (ВЦИОМ) Валерий Фёдоров заявил, что «партия войны» составляет примерно 10-15 % населения страны. Согласно Фёдорову, «турбопатриоты» представляют определённый внутриполитический риск, однако он рассматривается как управляемый. Их пассионарность и активность в основном направлены на украинский вопрос и их влияние ограничено внутри этой тематики.

## Мнения
5 февраля 2023 года депутат Государственной думы и член партии «Единая Россия» Олег Матвейчев заявил, что «турбопатриоты» являются «единственной угрозой государству» и могут попытаться свергнуть президента России Владимира Путина из-за неудовлетворённости ходом войны.